# Police nationale (Irak)
Pour les autres articles nationaux ou selon les autres juridictions, voir Police nationale.
Connu internationalement comme INP (Iraqi National Police), la police nationale irakienne est une force de police militaire établie en Irak depuis 2003. Elle a pour juridiction l'ensemble du territoire du pays.

## Effectif
Elle comprend 25 000 hommes répartis en onze divisions.

## Organisation
Dépendant du ministère de l'Intérieur irakien, elle comprend une police urbaine et une branche paramilitaire combattant la guérilla irakienne.

## Uniforme
Elle porte un uniforme bleu (uni ou camouflé pour les unités combattant quotidiennement la guérilla irakienne) et souvent un casque type PASGT. 

## Armes de service
Les membres de la police irakienne utilisent le Glock 19 et HS-2000  comme arme de poing  mais aussi   mais  aussi et surtout des fusils d'assaut, de type  AK-47 ou Fusil modèle 81, lorsu'ils partent en patrouille. La police fédérale irakienne a également été vue en train d'utiliser la  carabine bullpup HS Produkt VHS -2 de fabrication croate lors d'opérations militaires contre l'Etat islamique dans le nord du pays.

## Moyens de transports
Ses véhicules sont des pick-ups  et des SUV de fabrication américaine peints également en bleu. Des Humvee blindés sont aussi en service. Enfin,  pour mener  des opérations fluviales, la police est équipée de patrouilleurs Safe Boat International 230 T-Top.

## Formateurs étrangers
Les policiers irakiens formés dans une optique contre-insurrectionnelle sont instruits par les spécialistes de l'US Military Police Corps, US Marine Corps et des US Air Force Security Forces.